# Maki Wakui
Maiko Yūki (夕樹 舞子, Yūki Maiko) est une stripteaseuse, un mannequin de charme et une actrice japonaise du film pornographique. Vers le milieu des années 1990 elle est considérée comme une des meilleures actrices du genre. En 1998 elle est plébiscitée « actrice japonaise de l'année pour la cinématographie pornographique », . En 2004, Yūki est la tête d'affiche du premier spectacle de striptease japonais à se produire en Chine.

## Biographie
Maiko Yūki, de son nom patronymique Maki Wakui (涌井 麻紀, Wakui Maki) est née le 30 janvier 1977 dans la Préfecture de Niigata, Japon dans une famille à la tête d'une entreprise de construction en bâtiment. Ses parents font partie de gangs de malfaiteurs et Yuki, de son propre aveu, est une élève chahuteuse qui n'a jamais perdu une occasion de se mesurer à un garçon ou à une fille. Des problèmes avec sa famille la conduisent à fuguer à plusieurs reprises. Renvoyée dès le premier jour de ses études secondaires pour avoir agressé un professeur, elle rentre chez elle et commence par exercer le métier de caddie dans un club de golf.
Déterminée à rester vierge jusqu'au mariage, elle est néanmoins violée à l'âge de 17 ans par un meneur de bande qui n'est autre que le frère de son petit ami. Moralement traumatisée par cette expérience, Yuki développe une crainte à l'égard des hommes.

## Carrière
Yūki entre dans une école d'art dramatique où elle rencontre le directeur d'une agence de recrutement pour le compte de l'industrie du film pornographique. Elle prend alors la décision de jouer dans ce genre de cinéma avec l'espoir de résoudre ses problèmes de crainte envers les hommes.
Elle fait ses premiers pas en avril 1995 dans la vidéo Shojokyu Sotsugyo ~Graduation~ produite par la firme Tiffany. Son premier jour de tournage lui est extrêmement pénible et a dû être retardé de cinq heures en raison de son état émotionnel. Yuki affirme que l'équipe la comprenait et l'a aidée à surmonter ses problèmes lors de cette première vidéo. Elle compare l'attitude sympathique de cette équipe avec les traitements impersonnels qu'elle a essuyé sur les plateaux de télévision ou lorsqu'elle a posé nue pour des magazines.
De prime abord, sa famille n'approuve pas son choix mais lui prête son concours après qu'elle eut tourné sa première vidéo.
Fin 1998, Yūki se retire de la pornographie pendant un temps mais y revient principalement à la demande de ses admirateurs de Hong Kong qui souhaitent avoir d'autre albums photos d'elle ainsi que des films. Elle est étonnée, lors de sa réapparition à l'écran, par l'enthousiasme de la presse locale ainsi que par celui de ses admirateurs. Une séance d'autographes attire 8 000 personnes. Elle doit engager six gardes du corps pendant le temps qu'elle passe à Hong Kong.
Cette expérience l'encourage à renouer avec la vidéo pornographique. Elle décide alors de rentrer à Tokyo pour poursuivre sa carrière à temps complet.
En 2004, Yūki est la première artiste à s'exhiber au sein d'une revue de striptease en République populaire de Chine.

## Filmographie (partielle)
| Titre du film , .                                                 | Réalisateur       | Producteur                | Parution         |
| ----------------------------------------------------------------- | ----------------- | ------------------------- | ---------------- |
| Shojokyu Sotsugyo ~Graduation~ 処女宮 卒業 ～グラデュエーション～ |                   | Tiffany                   | avril 1995       |
| Naughty Baby いたずらベイビー                                     |                   | Cosmos Plan/Media Station | 30 mai 1995      |
| Angel Kiss エンジェルキッス                                       |                   | Cosmos Plan/Media Station | 12 novembre 1995 |
| Secret Chest 秘蔵                                                 |                   | Cosmos Plan/Media Station | 8 mars 1996      |
| The End of Evangelion 新世紀エヴァンゲリオン劇場版                | Hideaki Anno      | GAINAX                    | 19 juillet 1997  |
| Super Uniform Idol Maiko スーパー制服アイドル舞子                 | Shin Kawakatsu    | Crystal Image             | 30 juillet 1998  |
| Immoral Angel 44 インモラル天使４４                               | Shoichi Yoshimura | Cosmos Plan/Media Station | 27 avril 2001    |
| COSMOS Classic                                                    |                   | Cosmos Plan               | 10 novembre 2001 |
| AV Idol Best Collection                                           |                   | Cosmos Plan               | 22 décembre 2001 |
| COSMOS Classic: Maiko Yūki                                        |                   | Cosmos Plan               | 29 mars 2003     |
| COSMOS Classic: Maiko Yūki 2                                      |                   | Cosmos Plan               | 9 mai 2003       |
| Battered Female Warrior                                           |                   | CineMagic                 | 2 mai 2005       |